# I'll Stand by You
I'll Stand by You is een nummer van de Brits-Amerikaanse band The Pretenders uit 1994. Het is de eerste single van hun derde studioalbum Last of the Independents.
"I'll Stand by You" is een ballad waarin zangeres Chrissie Hynde liefde en trouwe hulp belooft aan een geliefde in donkere tijden. Toen Hynde de tekst schreef, vond ze het in de eerste instantie maar niks. Maar toen ze het nummer speelde voor een groep meiden, waren ze na tijd in tranen, waardoor Hynde besloot het nummer toch uit te brengen. Het nummer werd in diverse landen een succes; zo bereikte het de 10e positie in het Verenigd Koninkrijk, en de 16e in de Amerikaanse Billboard Hot 100. In de Nederlandse Top 40 bereikte de plaat een bescheiden 25e positie, terwijl het in de Vlaamse Radio 2 Top 30 een stuk succesvoller was met een 7e positie. Hiermee werd "I'll Stand by You" de laatste hit voor The Pretenders in het Nederlandse taalgebied.

## Tracklijst
- 7"

1. ""I'll Stand by You" - 3:59
2. "Rebel Rock Me" - 3:08

- Cd-single

1. "I'll Stand by You" - 3:59
2. "Rebel Rock Me" - 3:08
3. "Bold as Love" - 3:23